# Действия с числовыми рядами
Действия с числовыми рядами — некоторые (арифметические или перестановочные) манипуляции с одним или несколькими числовыми рядами. Эти действия могут сохранять или нарушать вид сходимости.

## Сохраняющийусловную сходимость
Выделяют следующие действия с числовыми рядами (они имеют смысл, то есть сохраняют сумму ряда, только если она существует):

### Линейная комбинациярядов
Если ряды {\displaystyle \sum _{k=1}^{\infty }a_{k}} и {\displaystyle \sum _{k=1}^{\infty }b_{k}} сходятся, то сходится и ряд {\displaystyle \sum _{k=1}^{\infty }(\alpha a_{k}+\beta b_{k})} (α, β — постоянные), при этом
{\displaystyle \sum _{k=1}^{\infty }(\alpha a_{k}+\beta b_{k})=\alpha \sum _{k=1}^{\infty }a_{k}+\beta \sum _{k=1}^{\infty }b_{k}}

### Группировка членов ряда
Сгруппируем слагаемые ряда {\displaystyle \sum _{k=1}^{\infty }a_{k}}, объединив без изменения порядка следования по нескольку (конечное число) членов ряда. Получим некоторый новый ряд {\displaystyle \sum _{k=1}^{\infty }b_{k}}. Раскрытие скобок в ряде в общем случае недопустимо, однако: если после раскрытия скобок получается сходящийся ряд, то раскрытие скобок возможно; если в каждой скобке все слагаемые имеют один и тот же знак, то раскрытие скобок не нарушает сходимости и не изменяет величину суммы.

## Другие

### Перемножение рядов
Пусть имеются два ряда {\displaystyle (A)=\sum _{i\geqslant 1}a_{i}} и {\displaystyle (B)=\sum _{j\geqslant 1}b_{j}}. 
Чтобы их перемножить, нужно, как и в случае конечных сумм, взять все попарные произведения {\displaystyle a_{i}b_{j}} и сложить. Однако, в отсутствие абсолютной сходимости, существенную роль играет порядок сложения этих чисел, поэтому существует несколько различных правил перемножения рядов, отличающихся этим порядком, а также определённой группировкой слагаемых. Так, например, по разным правилам перемножаются степенные (мультистепенные) ряды, ряды Дирихле, ряды Фурье и другие виды рядов. Результатом перемножения рядов (A) и (B) является ряд (C): {\displaystyle \sum _{n\geqslant 1}c_{n}}, где {\displaystyle c_{n}} - сумма некоторой группы членов {\displaystyle a_{i}b_{j}}. 
Для применения произведений рядов важно, чтобы соблюдалось ключевое правило (принцип мультипликативности суммы ряда): Сумма ряда-произведения должна быть равна произведению сумм рядов-множителей.
Это, однако, не всегда так - мультипликативность имеет место лишь при определённых условиях. Примеры произведений и условий выполнимости принципа мультипликативности:
1. Прямое произведение рядов - простейшее и естественнейшее (но не общепринятое!) правило перемножения рядов. В этом случае
1. {\displaystyle c_{n}=\sum \limits _{\max\{i,j\}=n}a_{i}b_{j}} - по определению;
2. {\displaystyle c_{1}+c_{2}+\ldots +c_{n}=(a_{1}+a_{2}+\ldots +a_{n})(b_{1}+b_{2}+\ldots +b_{n})} (частичная сумма ряда-произведения равна произведению соответствующих частичных сумм рядов-множителей);
3. Мультипликативность: {\displaystyle \sum \limits _{n\geqslant 1}c_{n}=\sum \limits _{i\geqslant 1}a_{i}\sum \limits _{j\geqslant 1}b_{j}} - всегда, как только сходятся ряды (A) и (B) (сходимость ряда (C) будет обеспечена в этом случае автоматически).

2. Правило Коши перемножения рядов (соответствует правилу перемножения степенных рядов, также является общепринятым для рядов общего вида):
1. {\displaystyle c_{n}=\sum \limits _{i+j=n}a_{i}b_{j}} - по определению;
2. Мультипликативность: {\displaystyle \sum \limits _{n\geqslant 1}c_{n}=\sum \limits _{i\geqslant 1}a_{i}\sum \limits _{j\geqslant 1}b_{j}}, при одном из условий:
  1. если сходятся все три ряда (A), (B), (C) (условие Абеля);
  2. ряды (A) и (B) сходятся, причём один из них - абсолютно (условие Мертенса).

3. Правило Дирихле - применяется для перемножения рядов специального вида (ряды Дирихле)
1. {\displaystyle c_{n}=\sum \limits _{i\cdot j=n}a_{i}b_{j}} - по определению;
2. Мультипликативность: {\displaystyle \sum \limits _{n\geqslant 1}c_{n}=\sum \limits _{i\geqslant 1}a_{i}\sum \limits _{j\geqslant 1}b_{j}}, при условии, что ряды (A) и (B) сходятся, причём один из них - абсолютно (условие Мертенса).

Пример, когда ряды (A) и (B) сходятся (неабсолютно), а их произведение по правилу Коши - расходится: {\displaystyle a_{n}=b_{n}=(-1)^{n}/{\sqrt {n}}}, при {\displaystyle n\geqslant 1}. 
Тогда, если {\displaystyle i+j=n}, то {\displaystyle |a_{i}b_{j}|\geqslant {\frac {2}{n}}}, и модуль общего члена ряда {\displaystyle |c_{n}|\geqslant (n-1)\cdot {\frac {2}{n}}} не стремится к нулю.

### Перестановка членов ряда
- Если ряд сходится абсолютно, то любой ряд, полученный из него перестановкой членов, также сходится абсолютно и имеет ту же сумму, что и исходный ряд (теорема о перестановке ряда).
- Если ряд сходится условно, то для любого наперёд заданного действительного числа (а также для {\displaystyle +\infty }, {\displaystyle -\infty }) можно так переставить члены этого ряда, что преобразованный ряд сходится к этому числу (расходится к {\displaystyle +\infty }, {\displaystyle -\infty }), либо предел последовательности частичных сумм не будет существовать (теорема Римана).